# Ґжибіни
Ґжибіни (пол. Grzybiny, нім. Grieben) — село в Польщі, у гміні Дзялдово Дзялдовського повіту Вармінсько-Мазурського воєводства.
Населення — 385 осіб (2011).
У 1975-1998 роках село належало до Цехановського воєводства.

## Демографія
Демографічна структура станом на 31 березня 2011 року:
|          | Загалом | Допрацездатний вік | Працездатний вік | Постпрацездатний вік |
| -------- | ------- | ------------------ | ---------------- | -------------------- |
| Чоловіки | 189     | 31                 | 142              | 16                   |
| Жінки    | 196     | 46                 | 107              | 43                   |
| Разом    | 385     | 77                 | 249              | 59                   |